# جاكوب بانكس كيرتز
جاكوب بانكس كيرتز هو محامي وسياسي أمريكي، ولد في 31 أكتوبر 1867 في Delaware Township, Juniata County, Pennsylvania ‏ في الولايات المتحدة، وتوفي في 18 سبتمبر 1960 في ألتونا في الولايات المتحدة. نشط حزبياً في الحزب الجمهوري. وقد انتخب عضو مجلس النواب الأمريكي ‏.